# Armoiries de l'oblast de Mourmansk
Les armoiries de l’oblast de Mourmansk (en russe : Герб Мурманской области ) sont l'un des symboles de l’oblast de Mourmansk, l’un des sujets fédéraux de Russie. Il a été adopté en 2004.

## Description
La loi de l’oblast de Mourmansk relative à son blason et à son drapeau décrit le drapeau ainsi :

« Les armoiries de l'oblast de Mourmansk sont reproduites dans un écu héraldique de forme traditionnelle et correspondent à la description héraldique suivante : dans un champ écarlate (rouge) sous un fond d'azur (bleue, bleu clair) - une ancre flottante dorée (sans pointe) au-dessus de la pioche en argent pliée en croix et de l'épée avec la poignée relevée ; la tête est chargée d'aurores boréales dorées sous la forme de rayons dorés divergent vers le haut à partir d'un triple arc. »